# Adalbert Winkler
E. Adalbert Winkler O.Cist. (* 4. Dezember 1857 in Rechnitz, Burgenland; † 29. Oktober 1938 in Mönchhof, Burgenland) war ein österreichisch-ungarischer Mönchspriester, Verwalter und Denkmal-Konservator.

## Leben
Er maturierte am Gymnasium in Szombathely und trat 1878 als Novize in das Stift Heiligenkreuz ein, nach einer Vakanz war ab 1879 Heinrich Grünbeck sein erster Herr Abt. Die Feierliche Profess legte er am 26. März 1883 ab und wurde am 25. Juli 1883 in Wien zum Priester geweiht. Seine Primiz fand in der Heimatgemeinde Rechnitz am 5. August 1883 statt.
Er kam zunächst als Hilfsgeistlicher nach Mönchhof (1883 bis 1887), danach ins Neukloster nach Wiener Neustadt. Darauf folgte ein Einsatz in Podersdorf. Von 1899 bis 1908 war er Pfarrer in Winden, danach Verwalter und Seelsorger in Mönchhof, wo er bis zu seinem Tod verblieb; dort ist er begraben.
Wegen politischer Agitation wurde er 1919 in der Zeit der ungarischen Rätediktatur verhaftet, in einem mehrtägigen Prozess jedoch freigesprochen.
1930 vom Bundeskanzleramt zum Archivalienpfleger bestellt, wurde er 1935 durch das Bundesministerium für Unterricht zum Konservator der Zentralstelle für Denkmalschutz für die kirchlichen und profanen Denkmäler im Bezirk Neusiedl am See ernannt.

## Auszeichnungen
- Silbernes Ehrenzeichen für Verdienste um die Republik Österreich (1933)
- Berufstitel Ökonomierat
- Ehrenbürger von Mönchhof, wo eine Straße nach ihm benannt ist

## Publikationen
Für die Geschichtsschreibung des Burgenlandes ist sein Buch Die Zisterzienser am Neusiedlersee und Geschichte dieses Sees (Mödling 1923; Neuauflage Winden am See 1993) von Bedeutung; es gilt als erstes wissenschaftlich fundiertes Werk der landeskundlichen Literatur (so Landesarchivdirektor Johann Seedoch im Vorwort zum Reprint).